# نادي المسافرين
نادي واي فاريرز (بالإنجليزية: The Wayfarers' Club)‏ هو نادي تسلق جبال لكبار السن تأسس في ليفربول، إنجلترا عام 1906. خلال القرن الذي مضى على وجود النادي، ترك رواد الطريق بصماتهم في كل قارة وفي عدد لا يحصى من البلدان. في السنوات الأخيرة، تراوحت أنشطة الأعضاء بين التجوال البسيط في لانجديل وصعود جبل إيفرست.
وقد نص دليل النادي على أن ميثاق النادي يهدف إلى "تشجيع أنشطة تسلق الجبال والمشي والتزلج على الجليد واستكشاف الكهوف، وجمع الرجال المهتمين بهذه الأنشطة والقيام بكل ما تراه اللجنة من وقت لآخر مناسبًا لتحقيق الأهداف المذكورة أعلاه". لمتابعة أهداف النادي، قام أعضاء نادي واي فاريرز بتنظيم اجتماعات منتظمة في جميع أنحاء المملكة المتحدة، غالبًا في أكواخهم الخاصة أو تلك التابعة لـ "النوادي المشابهة". كما تقام أيضًا حفلات التسلق غير الرسمية بشكل متكرر في الداخل والخارج.
كان نادي نادي واي فاريرز عضو مؤسس في مجلس تسلق الجبال البريطاني، وهو الهيئة التمثيلية الوطنية للمتسلقين ومتنزهي التلال ومتسلقي الجبال.
حتى اجتماع الجمعية العامة السنوي لعام 2018، حافظ النادي على قاعدة العضوية للرجال فقط والتي تم بموجبها تأسيس جميع الأندية الكبرى تقريبًا. كان هذا موضوعًا تمت مناقشته والتصويت عليه عدة مرات على مر السنين، لكنه لم يصل إلى أغلبية التصويت البالغة 75% المطلوبة بموجب نظام النادي. في الاجتماع العام السنوي الذي عقد في 24 نوفمبر 2018 تمت الموافقة على تعديل "جميع الإشارات في هذه القواعد إلى الجنس المذكر يجب تفسيرها على أنها تشمل الجنس المؤنث" حيث أيد 84٪ التغيير. لكن في الممارسة العملية، كانت الحياة في الكوخ مختلطة تقريبا في أغلب الأحيان. منذ عام 1981، تم الترحيب بزوجات الأعضاء والصديقات والعضوات الإناث في الأندية ذات الصلة بكل سرور في كل يوم من أيام السنة، حتى عطلات نهاية الأسبوع التقليدية المخصصة للرجال فقط كانت مختلطة لبعض السنوات. 

## كوخ روبرتسون لامب
يقع كوخ نادي المسافرين في لانجديل. تم افتتاحه بشكل رسمي في 16 مارس 1930، وكان الكوخ أول كوخ مخصص للتسلق في منطقة البحيرة. لقد تم تحويله من حظيرة موجودة منذ القرن الثامن عشر وتم تسميته تخليدًا لذكرى روبرتسون لامب، الذي مولت شقيقته عملية التحويل إلى حد كبير. لقد حدثت العديد من التغييرات منذ عام 1930، ولكن طبيعة الكوخ ومحيطه هي الأساس في أي قرارات من هذا القبيل.

## الأندية المتشابهة
يتمتع نادي واي فاريرز بحقوق متبادلة وعلاقة "Kindred Clubs" مع بعض أقدم أندية التسلق في بريطانيا. 
- نادي تسلق الجبال والصخور
- نادي روك ساك
- نادي جبال الألب
- نادي يوركشاير رامبلرز
- نادي المتسلقين
- جمعية متسلقي الجبال في ميدلاندز
- نادي ميرسيسايد لتسلق الجبال
- نادي تسلق الجبال الاسكتلندي

## روابط خارجية
- الموقع الرسمي